# Championnat de Serbie de football
Le championnat de Serbie de football aussi appelé en serbe latin « SuperLiga Srbije » (serbe cyrillique : « Супер лига Србије ») ou encore « Mozzart Bet SuperLiga Srbije » (pour des raisons de parrainage avec Mozzart Bet), est une compétition de football constituant la plus haute division du football serbe. Il a été créé en 2006 à la suite de l'indépendance de la Serbie et succède au championnat de Serbie-et-Monténégro.
Depuis sa formation, le championnat est dominé par les grands clubs belgradois de l'Étoile rouge de Belgrade et  du Partizan Belgrade qui se partagent l'intégralité des titres, avec respectivement onze et huit championnats chacun. L'Étoile rouge est l'actuel tenant du titre après sa victoire lors de la saison 2024-2025.

## Histoire
En 1946, un championnat de Serbie a été organisé et a été gagné par l'Étoile rouge de Belgrade. En mai 2019, la fédération de Serbie de football valide la victoire de l'Étoile rouge, permettant au club d'avoir 31 victoires en championnat (Serbie, Yougoslavie, Serbie-Monténégro) et donc trois étoiles sur son maillot.
À la fin de la saison 2006, les clubs du Monténégro rejoignent leur championnat local à la suite de l'indépendance du pays. Avec le départ de ces clubs, le championnat change de format et est réduit à 12 clubs. Le championnat est découpé en deux phases, une comportant tous les clubs puis le championnat est découpé en deux poules une pour le titre et l'autre pour le maintien.
Entre 2008 et 2013, le FK Partizan Belgrade cumulera six titres de suite. Après cette domination, une période d'alternance avec l'Étoile rouge de Belgrade semble s'installer.

## Palmarès
| Saison    | Clubs | Champion                      | Vice-champion            | Meilleur(s) buteur(s) |
| --------- | ----- | ----------------------------- | ------------------------ | --- |
| 2006-2007 | 12    | Étoile rouge de Belgrade      | Partizan Belgrade        | Srđan Baljak (Banat Zrenjanin, 18 buts) |
| 2007-2008 | 12    | Partizan Belgrade             | Étoile rouge de Belgrade | Nenad Jestrović (Étoile rouge de Belgrade, 13 buts)                                                                                          |
| 2008-2009 | 12    | Partizan Belgrade (2)         | Vojvodina Novi Sad       | Lamine Diarra (Partizan Belgrade, 19 buts)                                                                                                   |
| 2009-2010 | 16    | Partizan Belgrade (3)         | Étoile rouge de Belgrade | Dragan Mrđa (Vojvodina Novi Sad, 22 buts) |
| 2010-2011 | 16    | Partizan Belgrade (4)         | Étoile rouge de Belgrade | Ivica Iliev (Partizan Belgrade, 13 buts) Andrija Kaluđerović (Étoile rouge de Belgrade, 13 buts)                                             |
| 2011-2012 | 16    | Partizan Belgrade (5)         | Étoile rouge de Belgrade | Darko Spalević (Radnički Kragujevac, 19 buts)                                                                                                |
| 2012-2013 | 16    | Partizan Belgrade (6)         | Étoile rouge de Belgrade | Miloš Stojanović (FK Jagodina, 19 buts) |
| 2013-2014 | 16    | Étoile rouge de Belgrade (2)  | Partizan Belgrade        | Dragan Mrđa (Étoile rouge de Belgrade, 19 buts)                                                                                              |
| 2014-2015 | 16    | Partizan Belgrade (7)         | Étoile rouge de Belgrade | Patrick Friday Eze (Mladost Lučani, 16 buts)                                                                                                 |
| 2015-2016 | 16    | Étoile rouge de Belgrade (3)  | Partizan Belgrade        | Aleksandar Katai (Étoile rouge de Belgrade, 21 buts)                                                                                         |
| 2016-2017 | 16    | Partizan Belgrade (8)         | Étoile rouge de Belgrade | Uroš Đurđević (Partizan Belgrade, 24 buts) Leonardo (Partizan Belgrade, 24 buts)                                                             |
| 2017-2018 | 16    | Étoile rouge de Belgrade (4)  | Partizan Belgrade        | Aleksandar Pešić (Étoile rouge de Belgrade, 25 buts)                                                                                         |
| 2018-2019 | 16    | Étoile rouge de Belgrade (5)  | Radnički Niš             | Nermin Haskić (Radnički Niš, 24 buts) |
| 2019-2020 | 16    | Étoile rouge de Belgrade (6)  | Partizan Belgrade        | Vladimir Silađi (en) (TSC Bačka Topola, 16 buts) Nenad Lukić (en) (TSC Bačka Topola, 16 buts) Nikola Petković (en) (Javor Ivanjica, 16 buts) |
| 2020-2021 | 20    | Étoile rouge de Belgrade (7)  | Partizan Belgrade        | Milan Makarić (Radnik Surdulica, 25 buts) |
| 2021-2022 | 16    | Étoile rouge de Belgrade (8)  | Partizan Belgrade        | Ricardo Gomes (en) (Partizan Belgrade, 22 buts)                                                                                              |
| 2022-2023 | 16    | Étoile rouge de Belgrade (9)  | FK TSC Bačka Topola      | Ricardo Gomes (en) (Partizan Belgrade, 19 buts)                                                                                              |
| 2023-2024 | 16    | Étoile rouge de Belgrade (10) | Partizan Belgrade        | Matheus Saldanha (en) (Partizan Belgrade, 17 buts) Miloš Luković (IMT Belgrade, 17 buts)                                                     |
| 2024-2025 | 16    | Étoile rouge de Belgrade (11) | Partizan Belgrade        | Cherif Ndiaye (Étoile rouge de Belgrade, 19 buts)                                                                                            |

### Bilan par club
| Club                     | Champion | Vice-champion | Édition(s) remportée(s)                                                                                                 |
| ------------------------ | -------- | ------------- | --- |
| Étoile rouge de Belgrade | 11       | 7             | 2006-2007, 2013-2014, 2015-2016, 2017-2018, 2018-2019, 2019-2020, 2020-2021, 2021-2022, 2022-2023, 2023-2024, 2024-2025 |
| Partizan Belgrade        | 8        | 9             | 2007-2008, 2008-2009, 2009-2010, 2010-2011, 2011-2012, 2012-2013, 2014-2015, 2016-2017                                  |
| Vojvodina Novi Sad       | -        | 1             | |
| Radnički Niš             | -        | 1             | |
| FK TSC Bačka Topola      | -        | 1             | |

## Statistiques

### Plus d'apparitions
| Joueurs | Joueurs              | Matchs |
| ------- | -------------------- | ------ |
| 1       | Janko Tumbasević     | 416    |
| 2       | Vladimir Radivojević | 362    |
| 3       | Aleksandar Pejovic   | 356    |
| 4       | Goran Antonic        | 301    |
| 5       | Nikola Lekovic       | 293    |
| 6       | Milan Bojovic        | 293    |
| 7       | Marko Docic          | 292    |
| 8       | Milos Mijic          | 287    |
| 9       | Predrag Pavlović     | 281    |
| 10      | Nikola Cirkovic      | 277    |

### Meilleurs buteurs
| Joueurs | Joueurs             | Buts |
| ------- | ------------------- | ---- |
| 1       | Aleksandar Katai    | 107  |
| 2       | Milan Bojović       | 102  |
| 3       | Milan Pavkov        | 78   |
| 4       | Andrija Kaluđerović | 74   |
| 5       | Mirko Ivanic        | 72   |
| 6       | Ognjen Mudrinski    | 67   |
| 7       | El Fardou Ben       | 63   |
| 8       | Bibrav Natcho       | 59   |
| 9       | Nemanja Nikolic     | 59   |
| 10      | Ricardo Gomes       | 57   |

## Compétitions européennes

### Coefficient du championnat
Le tableau ci-dessous récapitule le classement de la Serbie au coefficient UEFA depuis 2006. Ce coefficient par nation est utilisé pour attribuer à chaque pays un nombre de places pour les compétitions européennes ainsi que les tours auxquels les clubs doivent entrer dans la compétition.
| 2006 | 2007 | 2008 | 2009 | 2010 | 2011 | 2012 | 2013 | 2014 | 2015 | 2016 | 2017 | 2018 | 2019 | 2020 | 2021 | 2022 | 2023 | 2024 | 2025 |
| ---- | ---- | ---- | ---- | ---- | ---- | ---- | ---- | ---- | ---- | ---- | ---- | ---- | ---- | ---- | ---- | ---- | ---- | ---- | ---- |
| 21   | 20   | 21   | 21   | 25   | 27   | 27   | 25   | 27   | 27   | 27   | 28   | 25   | 19   | 19   | 16   | 11   | 11   | 19   | 22   |

Le tableau suivant affiche le coefficient actuel du championnat gibraltarien.
| Rang | Pays    | 2020-2021 | 2021-2022 | 2022-2023 | 2023-2024 | 2024-2025 | Coefficient |
| ---- | ------- | --------- | --------- | --------- | --------- | --------- | ----------- |
| 20   | Suède   | 2,500     | 5,125     | 6,250     | 1,875     | 11,375    | 27,125      |
| 21   | Croatie | 5,900     | 6,000     | 3,375     | 5,875     | 5,875     | 27,025      |
| 22   | Serbie  | 5,500     | 9,500     | 5,375     | 1,400     | 3,725     | 25,500      |
| 23   | Ukraine | 6,800     | 4,200     | 5,700     | 4,100     | 3,600     | 24,400      |
| 24   | Hongrie | 4,250     | 2,750     | 5,875     | 4,500     | 6,625     | 24,000      |

### Coefficient des clubs
Deux clubs serbes font partie des cents meilleurs clubs européens au classement UEFA à l'issue de la saison 2024-2025. L'Étoile rouge de Belgrade est le mieux classé en 50e position, suivi du Partizan Belgrade, qui est 82e.
| Rang | Club                     | 2020-2021 | 2021-2022 | 2022-2023 | 2023-2024 | 2024-2025 | Coefficient |
| ---- | ------------------------ | --------- | --------- | --------- | --------- | --------- | ----------- |
| 50   | Étoile rouge de Belgrade | 10,000    | 15,000    | 4,000     | 5,000     | 10,000    | 44,000      |
| 85   | Partizan Belgrade        | 2,000     | 7,000     | 8,000     | 2,500     | 2,500     | 22,000      |
| 158  | TSC Bačka Topola         | 1,500     | -         | -         | 3,000     | 5,125     | 9,625       |
| 198  | Vojvodina Novi Sad       | 2,000     | 2,000     | -         | 1,500     | 2,000     | 7,500       |